# Oblast Vitebsk
De oblast Vitebsk (Wit-Russisch: Віцебская вобласьць, Viciebskaja vobłaść of Vitsebskaya Voblast; Russisch: Ви́тебская о́бласть, Vitebskaya Oblast) is de noordoostelijkste oblast (provincie) van Wit-Rusland. De hoofdstad is Vitebsk. De oppervlakte van het gebied bedraagt 40.100 km², iets minder dan 20% van het land.

## Biosfeerreservaat Berezina
Binnen het gebied ligt het UNESCO Biosfeerreservaat Berezina. Dit gebied werd ingesteld als natuurreservaat op 30 januari 1925 en kreeg de biosfeerreservaatstatus in 1978.

## Economie
Door de regio lopen een aantal belangrijke transportverbindingen die het gebied verbinden met Rusland, Oekraïne, de Baltische landen en Polen. De regio heeft sterke banden met Rusland en de Baltische landen, maar probeert door een vrijhandelszone rond de stad Vitebsk ook investeringen vanuit andere landen aan te trekken.

## Geografie
De oblast grenst in het westen aan het Litouwse district Vilnius, in het noordwesten aan het Letse district Daugavpils, in het noorden en oosten aan de Russische oblasten Pskov en Smolensk en binnen Wit-Rusland in het zuiden aan de oblasten Mahiljow, Minsk en Hrodna.
De grootste steden in de oblast zijn:
- Vitsebsk (342.400 inwoners)
- Orsja (125.300)
- Navapolatsk (101.300)
- Polatsk (82.800)
- Pastavy (20.500)
- Gloebokoje (19.600)
- Lepel (18.800)
- Novalukoml (14.900)
- Haradok (14.000)
- Baran (12.300)

## Demografie

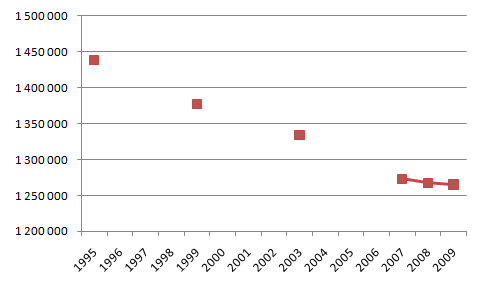
Bevolkingsontwikkeling

Op 1 januari 2017 telt de oblast 1.187.983 inwoners. Het geboortecijfer is het laagst in Wit-Rusland en bedraagt 9,6‰ in 2017. In 2016 bedroeg het geboortecijfer nog 11,1‰. Het sterftecijfer is het hoogst in Wit-Rusland en bedraagt 14,4‰ in 2017, een lichte daling vergeleken met 14,6‰ in 2016. De natuurlijke bevolkingsgroei is het laagst in Wit-Rusland en bedraagt -4,8‰ in 2017, terwijl het een jaar eerder nog -3,5‰ bedroeg.